# NPO 3FM

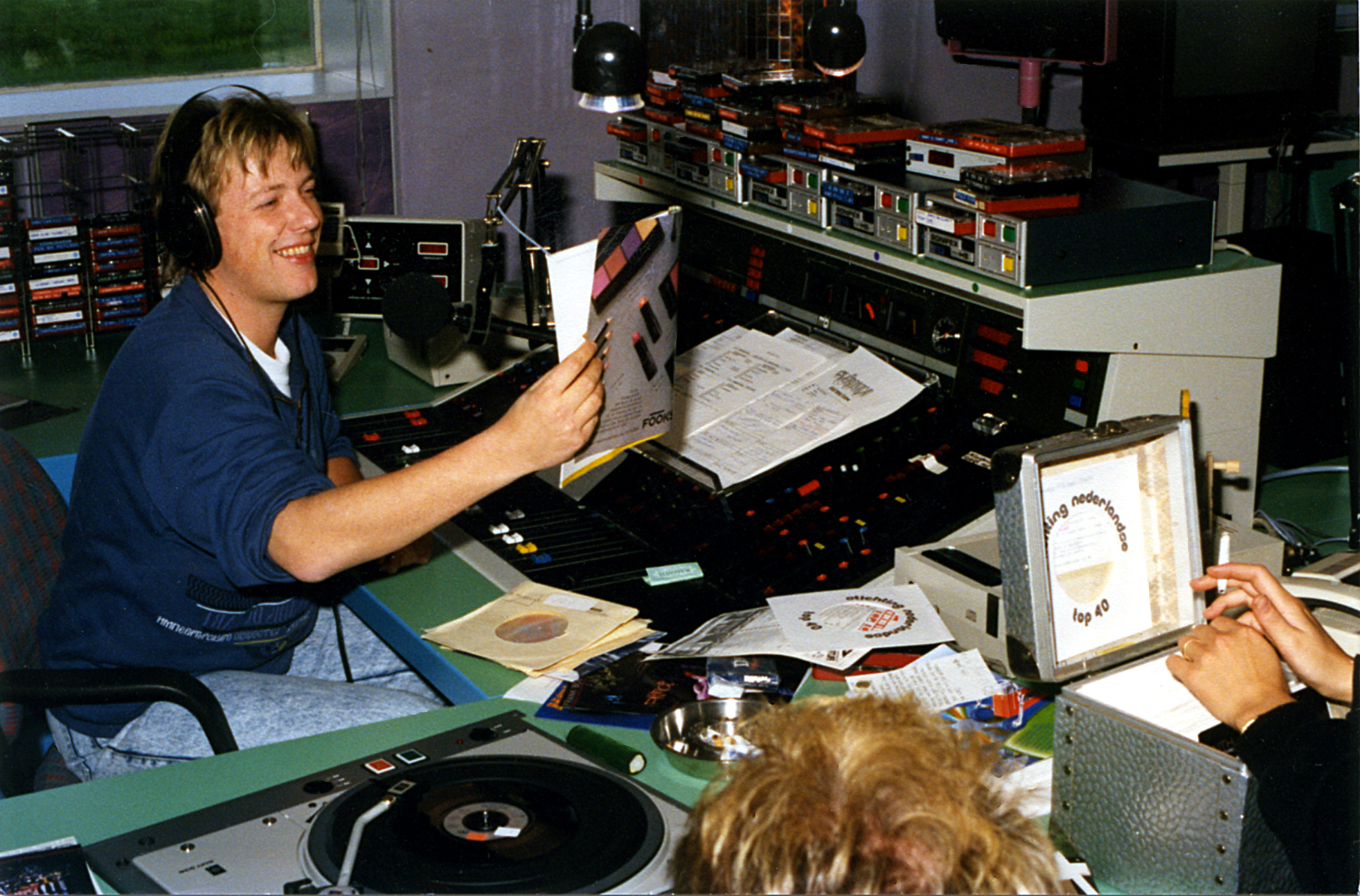
Bart van Leeuwen tijdens Bart en De Zwart op Veronica Radio 3 (1987)

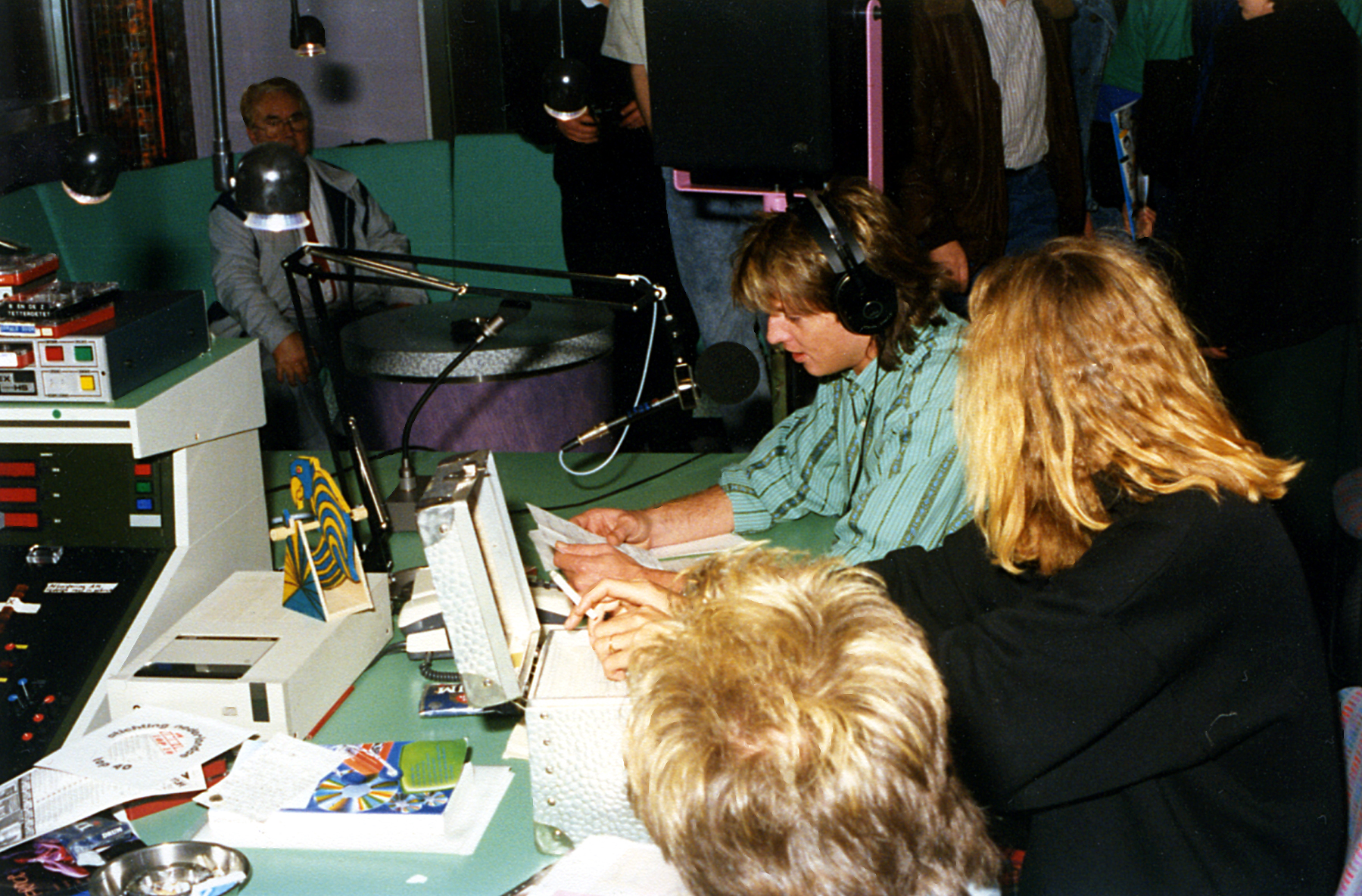
Erik de Zwart tijdens Bart en De Zwart op Veronica Radio 3 (1987)

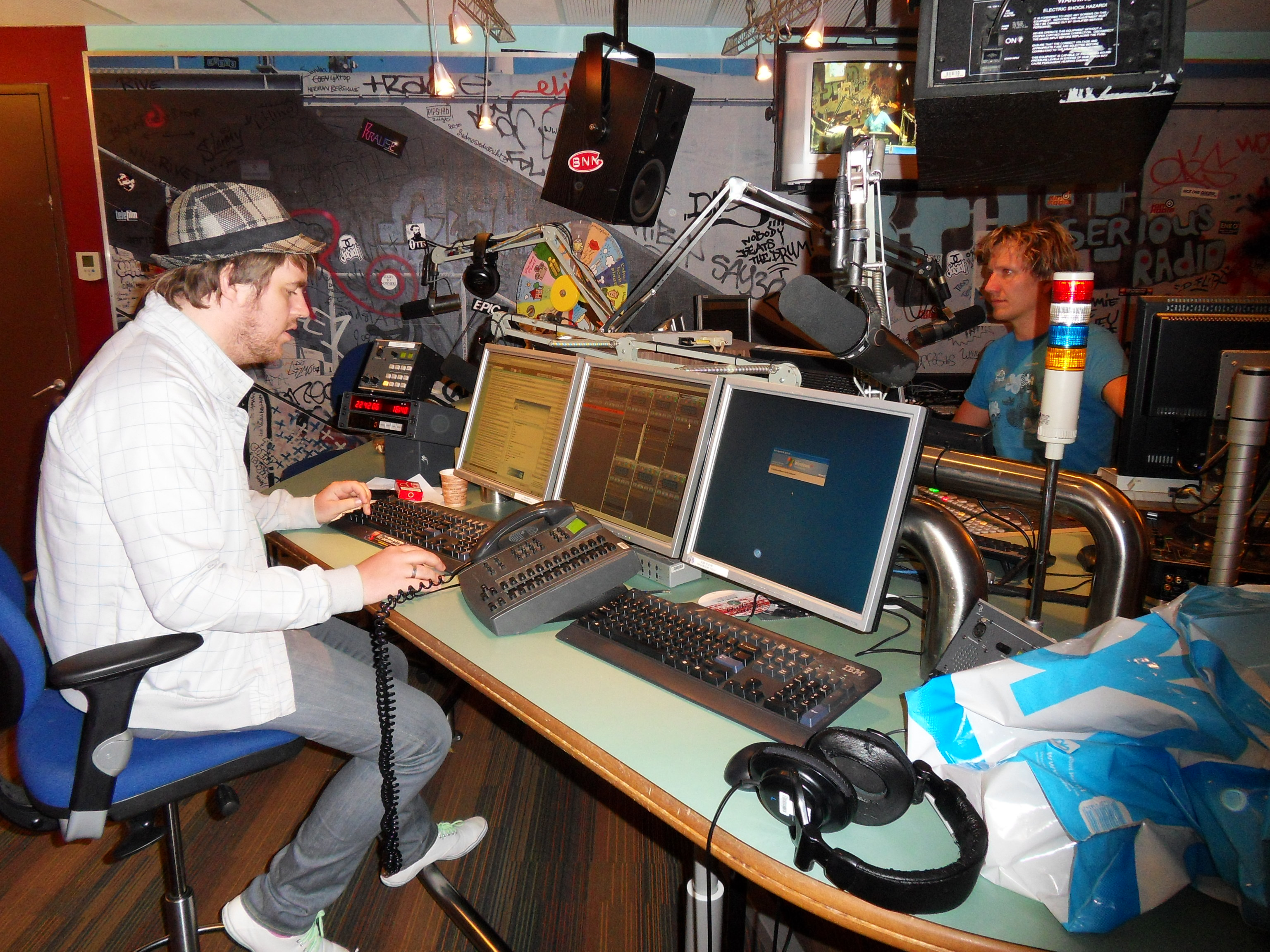
Klaas van Kruistum (rechts) tijdens Jouw Weekendfinale! op 3FM (2009)

NPO 3FM is een nationale radiozender van de Nederlandse Publieke Omroep, die zich richt op de doelgroep 15 tot en met 35 jaar. Het radiostation zendt veel nieuwe muziek uit, regelmatig afgewisseld met gouwe ouwe uit de jaren 70, 80, 90 en 2000. Dit kan commerciële rock- en popmuziek zijn, met aanvullend alternatieve, elektronische, house- en dancemuziek.

## Geschiedenis

### Radio 3
De zender begon onder de naam Hilversum 3. Opvallend was de zogenoemde verticale programmering. Bestaande omroepverenigingen hadden een eigen dag en eigen identiteit waarop ze hun soms vreemde programma's mochten uitzenden. Het was dus een grote versnippering in het uitzendschema wat daardoor een grote onduidelijkheid teweeg bracht, want "wanneer was nu wat te horen?" Daardoor was de populariteit van Hilversum 3 vrij matig. Dit kwam ook door dat Hilversum 3 in het leven was geroepen om de populaire zeezender Radio Veronica overbodig te maken, wat niet echt lukte doordat er op Hilversum 3 (wat dus een popstation zou moeten zijn) ook de Muzikale fruitmand met psalmen en andere geestelijke liederen werd uitgezonden. Ook was er tot december 1991 elke zaterdagmiddag NCRV zaterdagsport te horen en tot maart 1979 elke zondagmiddag NOS Langs de Lijn, wat ook niet echt thuishoorde op een radiostation met popmuziek. De zender was een vrolijk gevarieerde bende waardoor het station een onduidelijke identiteit creëerde. De NOS zond van maandag t/m zaterdag wel iedere avond horizontaal uit tussen 18:00 en 19:00 uur.
De uitzenddagen waren sinds 30 september 1974 als volgt verdeeld over de omroepen:
- maandag: AVRO
- dinsdag: VARA
- woensdag: EO en VPRO (tot en met september 1984 de KRO; en in 1984 en 1985 EO, VPRO en NOS)
- donderdag: TROS
- vrijdag: Veronica (tussen 1982 en 1985 's ochtends EO, NCRV en NOS; van 1979 tot 1982 EO, NCRV, Veronica en VPRO; en voor 1979 EO, NCRV, NOS, Veronica (1 uur) en VPRO)
- zaterdag: NCRV
- zondag: KRO (tot en met september 1984 AVRO, VARA, TROS, NOS).

Nadat de zeezenders zoals Radio Veronica per zaterdag 31 augustus 1974 hun uitzendingen verplicht moesten staken, ging de populariteit van Hilversum 3 steeds meer omhoog en vanaf najaar 1974 was het jarenlang de best beluisterde zender van Nederland, vooral op de TROS-donderdag, doordat deze omroep vanaf 3 oktober 1974 t/m 20 mei 1976 de tipplaat Alarmschijf, Tipparade, Nederlandse Top 40 en de Soulshow ging uitzenden. Vanaf Hemelvaartsdag 27 mei 1976 ging de TROS de TROS Europarade en de Polderpopparade uitzenden en vanaf 1 juni 1978 de TROS Top 50. Vanaf 6 april 1979 waren door de zendtijduitbreiding van Veronica ook de vrijdagmiddaguitzendingen zeer goed beluisterd.
Twintig jaar later vonden er grote veranderingen plaats in het schema en de indeling van alle publieke radiozenders. Vanaf zondag 1 december 1985 ging de zender verder als Radio 3 en werden ook diverse FM-frequenties aangepast. Zo veranderde voor Zuid-Limburg de frequentie van 101,2 MHz naar 103,9 MHz. Vanaf september 1988 werd op werkdagen een uur vroeger begonnen, vanaf 6:00 uur. 
Vanaf zaterdag 4 januari 1992 gingen de AVRO, KRO en NCRV onder de omroepnaam AKN horizontaal geprogrammeerde programma's onder de noemer Station 3 maken, dat iedere zaterdag, zondag en maandag tussen 6:00 uur en 00:00 uur werd uitgezonden. Datzelfde jaar volgde er vanaf maandag 5 oktober een algehele, nieuwe horizontale programmering op het eveneens vernieuwde Radio 3, waardoor de stelregel "elke dag een andere omroep" grotendeels verdween. Alleen Veronica (zaterdag) en de TROS (zondag) hielden nog even een 'eigen' uitzenddag over. Tevens werden vanaf de nacht van 4 op 5 oktober 1992 de nachtuitzendingen weer ingevoerd, waardoor Radio 3 vanaf dan weer 24 uur per dag in de lucht is.
De opkomst van commerciële radio aan het begin van de jaren negentig zorgde voor een lager marktaandeel. Ferry Maat, destijds programmaleider en eind redacteur van de TROS op Radio 2 en Radio 3, vreesde al eerder voor slechtere luistercijfers door de verhuizing van de TROS van de donderdag naar de zondag. Paul van der Lugt werd in april 1992 benoemd als centrale zendercoördinator; hij moest ervoor zorgen dat Radio 3 een duidelijkere en eigen identiteit kreeg. Het station kreeg een slogan, "De jongste zender van Nederland", en als logo een kuiken (dat 'de jongste' moest benadrukken). Verder werd er meer relatief onbekende muziek tussen nieuwe en gouwe ouwe hits gedraaid (sandwichformule) en werd er meer aandacht besteed aan livemuziek en popfestivals. Zo werd onder meer een samenwerkingsverband aangegaan met Pinkpop, waardoor de nationale publieke popzender al sinds de editie van 1992 elk jaar live uitzendt vanaf het festival terrein in Landgraaf. Eind jaren 90 volgde ook nog een samenwerkingsverband met A campingflight to Lowlands Paradise en Noorderslag.

### Radio 3FM
Radio 3 verkreeg vanaf januari 1994 een volledig landelijke dekking op de FM-band. Om dit extra te bekrachtigen, werd het label FM aan de naam toegevoegd. De middengolfzender was niet meer nodig en ging over naar Radio 10 Gold. Ondanks alle vernieuwingen verloor de publieke popzender in april 1997 de jarenlange nummer één positie aan Sky Radio.
Er werd steeds meer samengewerkt tussen de diverse omroepverenigingen om Radio 3FM als één geheel te laten klinken. Veronica verliet per vrijdag 1 september 1995 echter het publieke bestel voor een commercieel avontuur. De TROS verhuisde daarom per 2 september 1995 naar de zaterdag ("de zinderende zaterdag"). De zendtijd voor de zondag werd verdeeld over meerdere omroepen, met veel aandacht voor album-muziek en alternatieve klanken.
Per 1997 kwam er, los van de omroepen, een speciale muziekredactie. Deze bepaalt tot op heden in samenwerking met de dj's welke muziek er overdag op de zender gedraaid mag worden, wat de zender herkenbaar, maar ook voorspelbaar maakt.

### 3FM
Per 1 september 2003 werd Florent Luyckx als nieuwe zendercoördinator aangesteld, die mede verantwoordelijk was voor een aantal (controversiële) veranderingen. Om de geschikte doelgroep aan te spreken moest het station een vloeiender toon voeren. De naam werd kortweg '3FM' met een nieuw logo in blauwe graffiti-style op een rode achtergrond en bijbehorende kreet Serious Radio. Het vernieuwde imago was meer gericht op muziek, blijkend uit het motto "Als je van muziek houdt, dan luister je naar 3FM". Dit betekende ook het vertrek van Henk Westbroek, Cobus Bosscha en Isabelle Brinkman, wat bij het publiek niet onverdeeld enthousiast werd ontvangen. Hierdoor kwamen er wél kansen vrij voor jonge radiomakers om landelijk te kunnen doorbreken.
Na de frequentieverdeling voor commerciële radio in 2003 nam de concurrentie in de doelgroep toe, en dat leidde in de tweede helft van 2004 mede tot het vertrek van Rob Stenders, Patrick Kicken en Ruud de Wild. Velen voorspelden de ondergang van 3FM. De programmering werd in twee jaar tijd minstens drie keer veranderd. Stenders werd opgevolgd door Giel Beelen en De Wild door Wouter van der Goes, die in september 2006 3FM verruilde voor Qmusic en werd opgevolgd door Coen Swijnenberg en Sander Lantinga. In 2007 keerde ook Stenders weer terug bij de zender. Het marktaandeel daalde, maar 3FM wist het tij te keren en behoorde vanaf eind 2007 weer tot de top 5 van best beluisterde radiostations. In de periode november/december 2013 was het na jaren weer het best beluisterde radiostation van Nederland.
Van 2006 tot 2013 werd bij de NTR op vrijdagavond Ekstra Weekend uitgezonden, dat in die tijd een van de populairste radioprogramma's was.
De invloed van de 'muziekpolitie' is door de jaren heen steeds sterker geworden. Presentatoren van het VPRO-avondprogramma 3voor12 vertelden in 2005 op de zender dat ze zich beknot voelden in hun vrijheid.
In 2007 sleepte men een aantal Marconi Awards in de wacht – voor Beste Radiozender, Beste Presentator (Giel Beelen), Beste Programma (GIEL) en Aanstormend Talent (Domien Verschuuren). In 2009 werd 3FM wederom genomineerd voor een Marconi Award voor Beste Radiozender. In de zomer van dat jaar stopte Luyckx als zendercoördinator en werd in oktober 2009 opgevolgd door Wilbert Mutsaers.
Op 1 december 2011 was 3FM de grote winnaar bij de uitreiking van de Marconi Awards bij het Radio Gala 2011. Met beide Zilveren RadioSterren (Annemieke Schollaardt en Gerard Ekdom), De Gouden RadioRing (Ekstra Weekend) en de Marconi Talent Award (Sander Hoogendoorn) gaf 3FM concurrenten zoals Q-music en Radio 538 het nakijken.

### NPO 3FM

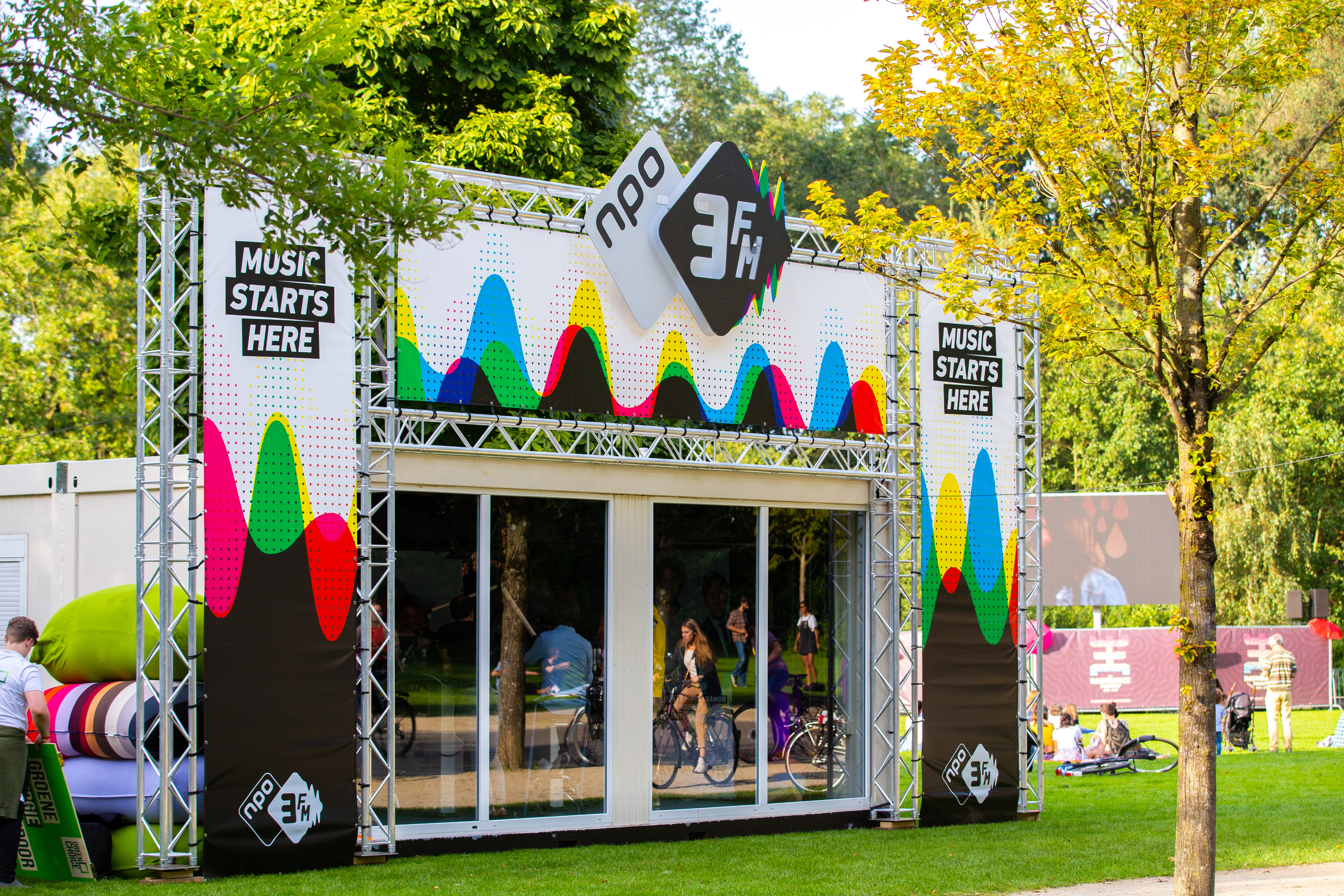
Mobiele studio van NPO 3FM in het Vondelpark met de vormgeving die gebruikt werd van 2017 tot en met april 2020

Op dinsdag 19 augustus 2014 werden de letters NPO aan de naam 3FM toegevoegd. In november 2014 maakte Claudia de Breij bekend te stoppen met haar radioprogramma op de vrijdagmiddag. Ook Bart Arens stopte met zijn programma's Mega Top 50 en De radioshow van Bart in het weekeinde vanwege een overstap naar NPO Radio 2. In december 2014 maakte daarnaast Eric Corton bekend te stoppen met zijn programma That's Live. Hij werd opgevolgd door Sander Hoogendoorn.
Op 3 februari 2015 werd bekend dat Coen Swijnenberg en Sander Lantinga (van de Coen en Sander Show) per 17 augustus 2015 zouden overstappen naar Radio 538. Hun tijdslot werd vanaf 1 juni 2015 overgenomen door Frank van der Lende. Op 18 maart 2015 werd bekend dat ook Gerard Ekdom het radiostation ging verlaten, door per maandag 5 oktober 2015 over te stappen naar NPO Radio 2, om daar het nieuwe ochtendprogramma Ekdom in de Ochtend te gaan presenteren. Daarmee verloor NPO 3FM in korte tijd veel belangrijke dj's. NPO 3FM probeerde het vertrek van deze dj's op te vangen met jonge talenten uit de eigen dj-school. Ook werd Eva Koreman van Qmusic naar de zender gehaald.
In oktober 2015 vierde de zender zijn 50e verjaardag door vier dagen rechtstreeks vanaf het eiland Pampus radio te maken, een speciaal televisieprogramma over 50 jaar 3FM uit te zenden op NPO 3 en een concertavond in Paradiso te organiseren. Arjan Snijders bracht een boek uit getiteld 50 jaar 3FM: van Vrolijke Puinhoop naar Serious Radio. Aan het einde van dat jaar neemt zendermanager Wilbert Mutsaers afscheid van de zender. Hij gaat naar concert- en evenementenpromotor Mojo om daar als algemeen directeur aan de slag te gaan. Music director Basyl de Groot neemt als interim-zendermanager de honneurs waar en vervangt uiteindelijk Mutsaers definitief als zendermanager.
In november 2016 vertrokken ook Paul Rabbering en Timur Perlin naar NPO Radio 2. Op 7 november 2016 werd de nieuwe NPO 3FM-programmering bekendgemaakt. Kenmerkend aan deze wijziging is dat slechts drie dj's hun programma behielden op hetzelfde tijdstip en dat vrijwel alle programmatitels kwamen te vervallen. Deze werden vervangen door de voornamen (behoudens 3voor12Radio en de Mega Top 50) van de dj's. De slogan "Serious Radio" werd na 13 jaar geschrapt. Verder betekende het dat Giel Beelen na twaalf jaar met zijn ochtendprogramma GIEL ging stoppen; hij werd opgevolgd door Domien Verschuuren tussen 6:00 en 9:00 uur. Beelen zelf ging vanaf 2 januari 2017 op vrijdag-, zaterdag- en zondagavond het programma On Stage presenteren. Door de vele veranderingen daalden de luistercijfers fors.
Per 2 september 2017 werd de programmering wederom omgegooid. Van der Lende raakte het middagprogramma kwijt aan Mark van der Molen en Rámon Verkoeijen, en nam de avondprogramma's van Beelen over, die bij de zender én BNNVARA vertrok. Een opvallende verandering was verder dat er twee vrouwen, namelijk Eva Koreman en Angelique Houtveen, in de vroege middag werden geprogrammeerd en een vrouwelijk dj-talent uit de eigen radioschool, Jorien Renkema, een plek in het weekeinde kreeg met op zaterdag tussen 14:00 en 16:00 uur de publieke hitlijst  Mega Top 50 (één uur korter) en op zondag op hetzelfde tijdslot een radioprogramma onder haar eigen naam. Verder vertrok ook Annemieke Schollaardt naar NPO Radio 2. NPO 3FM probeert de sinds eind 2015 fors dalende luistercijfers een halt toe te roepen en weer langzaam de weg omhoog in te zetten.
In juni 2018 kondigde Domien Verschuuren aan te vertrekken en over te stappen naar het commerciële Qmusic.
Per ingang van 3 september 2018 werd een nieuwe, tijdelijke programmering ingevoerd. Sander Hoogendoorn neemt het ochtendprogramma van Verschuuren over, Eva Koreman gaat 3voor12Radio presenteren en Frank van der Lende keert terug in de dagprogrammering tussen 18:00 en 21:00 uur van maandag t/m donderdag.
Op 15 oktober 2018 start het tweede deel van de nieuwe programmering. Michiel Veenstra verlaat na 13 jaar de zender voor een nieuw avontuur bij KINK. Zijn vertrek is reden voor de NPO om de tijdsloten onder handen te nemen. Voortaan is er één programma minder te horen in de dagprogrammering ten behoeve van de bezuinigingen. Dit betekent dat het ochtendprogramma van Sander Hoogendoorn, Sanders Vriendenteam een uurtje langer doorgaat. Jorien Renkema neemt het tijdslot van Michiel over, wat voortaan van 10:00 tot 13:00 uur wordt uitgezonden. De zendtijd gaat van NTR naar AVROTROS. Angelique Houtveen begint voortaan een uur eerder met haar middagprogramma.
Vanaf 1 april 2020 is er een nieuwe programmering te horen. Timur Perlin keerde na drie jaar terug en kreeg een programma op maandag t/m donderdag tussen 12:00 en 14:00 uur en dj Lieke de Kok verliet de radiozender, wat tevens het einde betekende van haar programma Lieke. Ook wijzigde de zender hun slogan van Music Starts Here naar Laat je horen en kregen de radio studio's per 11 mei 2020 een opfrisbeurt naar de nieuwe huiskleuren en logo. Op 10 april 2020 werd bekendgemaakt dat Roosmarijn Reijmer per 1 mei 2020 terugkeert als muziekcoördinator en zo mede het muziekbeleid van NPO 3FM bepaalt. Op 11 mei 2020 introduceerde NPO 3FM een nieuw logo. Het vorige logo werd op 27 maart 2017 geïntroduceerd en was slechts 3 jaar in gebruik.
Op 12 september 2022 ging onder leiding van de nieuwe zendermanager Menno de Boer wederom een hele nieuwe programmering in, met minder zendtijd voor BNNVARA en VPRO en meer zendtijd voor AVROTROS, KRO-NCRV en PowNed. Rob Janssen en Wijnand Speelman kregen de ochtendshow, terwijl de middag in handen kwam van Barend van Deelen en Nellie Benner. Van Deelen kwam, samen met de dj's Ivo van Breukelen, Mart Meijer en Jaimy de Ruijter over van Radio 538. Frank van der Lende en Sander Hoogendoorn vertrokken naar Radio Veronica. Eddy Keur keert na 34 jaar terug bij de zender. Ook krijgt Omroep ZWART voor het eerst een programma. Na 29 jaar kwam er ook een einde aan de publieke hitlijst Mega Top 30. Op vrijdag 2 september 2022 was derhalve de laatste uitzending en per 10 september 2022 werd de lijst opgevolgd door De Verlanglijst.
Timur Perlin zwaaide in oktober 2023 af om een korte pauze te nemen en daarna te beginnen bij Joe. In februari 2024 verruilde Jorien Renkema NPO 3FM voor Qmusic en schoof Ivo van Breukelen van de vroege middag door naar Renkema's tijdslot van 10:00 tot 13:00 uur. Sophie Hijlkema nam de uren van Van Breukelen over. Diezelfde maand stopte Rob Janssen in de ochtend, hij ging vanaf april op de vrijdagmiddag presenteren. Wijnand Speelman zet sindsdien de ochtendshow alleen voort. Eddy Keur verliet de zender weer om per 2 februari 2024 op NPO Radio 2 zijn vrijdagmiddagshow "Keur in de middag" tussen 16:00 en 18:00 uur voort te zetten en te fungeren als vaste invaller voor Ruud de Wild.
In januari 2025 kreeg NPO 3FM weer een nieuwe programmering. Wijnand Speelman kreeg gezelschap van Jamie Reuter in de ochtend. Ivo van Breukelen begint een uur vroeger en maakt van 9:00 tot 12:00 zijn programma. De lunch is voor Mart Meijer, die van 12:00 tot 14:00 een show maakt. Sophie Hijlkema begint een uur later en maakt van 14:00 tot 16:00 haar programma. Ook wordt 3voor12 Radio weer van maandag t/m donderdag uitgezonden, met op maandag en dinsdag Jasper Leijdens als presentator, en op woensdag en donderdag Eva Cleven. Jaimy de Ruiter verliet de zender, omdat hij het maken van een dagelijks programma lastig kon combineren met zijn vaderschap.

## Kenmerken

### Omroepen
De omroepen die anno 2022 content maken voor NPO 3FM zijn AVROTROS (voorheen AVRO en TROS), BNNVARA (voorheen BNN en VARA), HUMAN (alleen online), KRO-NCRV (voorheen KRO en NCRV), NOS, NTR (voorheen NPS), PowNed, VPRO en Omroep ZWART. In het verleden zonden ook VOO (1976-1995), LLiNK (2005-2010) en de EO (1969-2022) uit op Hilversum 3, Radio 3 en 3FM.

### Programmering
Op maandag 26 februari 2024 ging de laatste nieuwe programmering in. Op doordeweekse dagen presenteren Wijnand Speelman en Jamie Reuter het ochtendprogramma van 6:00 tot 9:00 uur, gevolgd door drie uur lang Ivo van Breukelen. Het lunchprogramma van Mart Meijer duurt vervolgens twee uur. Tot de middagshow is Sophie Hijlkema te horen. Barend van Deelen en Nellie Benner presenteren vervolgens van 16:00 tot 19:00 uur hun programma Barend & Benner. Daarna is het programma van Tom de Graaf en Joe Stam te horen, tot 22:00 uur. Tussen 22:00 uur en 01:00 wordt 3voor12Radio uitgezonden. In de nacht is de presentatie in handen van wisselende talenten onder de naam 3FM Campus (1:00 tot 4:00 uur) en Sebastiaan Ockhuysen (4:00 tot 6:00 uur).
Op vrijdag is het programma enigszins aangepast. Van 16:00 tot 19:00 uur presenteert Rob Janssen de Vrijdag Vuurwerk Show. Daarna presenteerd Andres Odijk Leuk is Andres. Justin Verkijk sluit de vrijdagavond tussen 22:00 en 01:00 uur af met The Beat.
Op zaterdag en zondag presenteert Obi Raaijmaakers tussen 7:00 en 10:00 uur zijn ochtendprogramma. Rámon Verkoeijen volgt daarop. Op beide weekeinde dagen presenteren Mark van der Molen en Mai Verbij tussen 13:00 en 16:00 uur. Yoeri Leeflang volgt daarop, met op zaterdag de hitlijst De verlanglijst. Vanaf 19:00 uur zendt Vera Siemons haar programma Vera on Track uit. In de late avond zijn Justin Verkijk met het programma The beat (zaterdag) en Vincent Reinders en Veronica van Hoogdalem met het programma Wat anders (zondag) te horen.
Op werkdagen tussen 6:30 en 18:30 uur wordt het laatste nieuws voorgelezen in NOS op 3, een kort bulletin van de NOS. Om 8:00, 17:00 en 18:00 uur is er een iets langere uitzending. Tot 1 november 2024 waren er ook bulletins in de avond en in het weekeinde. In 2002 ontving dit programma, toen nog onder de naam 3FM Nieuws en later NOS Headlines, een Marconi Award voor Beste Informatieve Radioprogramma. Tijdens het ochtend- en middagprogramma is er ieder half uur een nieuwsbulletin. 's Avonds, 's nachts en in het weekeinde wordt het algemene bulletin van het NOS Journaal doorgegeven, dat ook op de andere radiozenders van de publieke omroep wordt uitgezonden. De ANWB bracht tot 1 april 2020 dagelijks tussen 6:00 en 22:00 uur om het halve uur de laatste verkeersinformatie. Vanaf die datum is dat alleen bij spookrijders en in een drukke spits. De dj's lezen sinds 12 september 2022 zelf na het nieuws de filemeldingen voor.
Presentator Edwin Diergaarde was tot maart 2009 de station-voice van de zender. Na zijn vertrek bij de zender werden Eric Corton en Annemieke Schollaardt de zender-stemmen. De ingezongen jingles kwamen van Astrid Kunst, de zangeres van Stereo. Het ging hier om de jingles waarin de naam van de presentator hoog gezongen wordt. Vanaf november 2016 waren Tim Bloemers en Hester Marijnis de zender-stemmen. Eind juni 2017 namen Sander Hoogendoorn en Eva Koreman deze rollen over. Sinds 12 september 2022 zitten de stemmen van dj Ivo van Breukelen en Deborah de Groot in de vormgeving van 3FM. 

### Schijven
Zeezender Radio Veronica begon in november 1969 in Nederland met de Alarmschijf, waarmee nieuwe singles werden getipt waarvan men hoopte dat ze een hit zouden worden. In antwoord op deze schijf, begonnen alle omroepen van Hilversum 3 op zaterdag 6 maart 1971 met de tipschijf Troetelschijf. Op den duur had bijna iedere omroep een eigen tipschijf:
- De AVRO begon op maandag 29 december 1975 met de AVRO's Radio en TV-Tip.
- De TROS had vanaf Hemelvaartsdag 27 mei 1976 niet alleen de TROS Europarade en de Polderpopparade, maar ook de TROS Paradeplaat.
- Veronica zette vanaf vrijdag 28 mei 1976 de Alarmschijf in haar zendtijd voort, nadat de TROS de Alarmschijf, Tipparade en de Nederlandse Top 40 vanaf Hemelvaartsdag 1976 weer teruggaf aan Veronica, die vanaf 28 mei 1976 als Aspirant omroep startte in Hilversum.
- De NCRV begon per 7 augustus  1976 met de Exclusiefschijf die per 10 juni 1978 hernoemd werd naar Favorietschijf.
- De KRO kon niet achterblijven en begon in 1978 de KRO Kiesschijf die door luisteraars op woensdagmiddag uit tien door de KRO dj's getipte suggesties verkozen werd, maar stopte daar in 1979 weer mee. Per zondag 7 oktober 1984 introduceerde het de Speciale Aanbieding die door luisteraars op zondagmiddag uit 10 door de KRO dj's getipte suggesties verkozen werd.
- Frits Spits had in zijn De Avondspits tussen 24 juli 1978 en 23 september 1985 de NOS Steunplaat en in de Nationale Hitparade tussen januari 1982 en augustus 1984 de Nationale Toekomst.

De meeste van deze tip schijven zijn inmiddels verdwenen. De TROS Paradeplaat verhuisde per 5 oktober 1992 naar Radio 2, waar deze tot in mei 2008 werd gebruikt en wordt tegenwoordig door Sterren.nl gebruikt.
Na de invoering van de nieuwe horizontale programmering op het eveneens vernieuwde Radio 3 per maandag 5 oktober 1992, koos de nationale publieke popzender er aanvankelijk voor om vanaf zaterdag 10 oktober 1992 de Veronica Alarmschijf als gezamenlijke tipschijf van de week te kiezen en werd dan ook herdoopt naar Radio 3 Alarmschijf, die vanaf dan elke zaterdagmiddag op de nieuwe uitzenddag van Veronica werd bekendgemaakt. Dit was echter maar voor korte duur. Radio 3 koos er uiteindelijk eind januari 1993 voor om voortaan nog maar één hitlijst uit te zenden (de Mega Top 50) in plaats van de Nederlandse Top 40 en de Nationale Top 100 en werd er ook een nieuwe tipschijf van de week ingevoerd per zondag 31 januari 1993: de Radio 3 Megahit, die in het programma Somertijd van de TROS werd bekendgemaakt.
De Alarmschijf was sinds vrijdag 18 juni 1993 op Radio 538 te horen en is sinds vrijdag 4 januari 2019 te horen op Qmusic. Op NPO 3FM wordt sinds zondag 31 januari 1993 de Megahit als wekelijkse tipschijf gebruikt.
- De bovengenoemde Troetelschijf verdween in juli 1978; alleen de VARA, KRO en NOS ondersteunden nog het keuzepanel erachter (waarvan de EO en VPRO altijd al afzagen). Eind januari 1993 herleefde het project de facto als 3FM Megahit.

### Hitlijsten (singles)
De TROS nam per donderdag 3 oktober 1974 de Veronica Top 40 en Tipparade over onder de naam Nederlandse Top 40 en Tipparade, die het als A-omroep naar voorganger Hilversum 3 haalde. De TROS stopte daarmee toen Veronica die lijsten terugeiste per Hemelvaartsdag 27 mei 1976. De TROS startte toen de TROS Europarade en de Polderpopparade. De Nationale Hitparade (tot 1978 nog met de Tip 30 onder zich) begon in juni 1974 bij de NOS en bleef daar tot eind november 1985. Vanaf donderdag 5 december 1985 zond de TROS de hitlijst uit tussen 14:00 en 18:00 uur op vanaf dan Radio 3. Later zond Veronica in samenwerking met de TROS vanaf zaterdag 1 januari 1994 tot en met 26 augustus 1995 de opvolger Mega Top 50 uit, toen de Nederlandse Top 40 naar Radio 538 verhuisd was. De TROS begon op 1 juni 1978 met de populaire TROS Top 50 die per 28 november 1985 weer verdween. De AVRO begon in 1978 AVRO's Toppop Hitparade. Hiermee stopte de AVRO in 1980.
Verscheidene dj's begonnen eigen lijstjes. De Adje Bouman Top Tien was een solo-voorkeurslijstje, maar de andere waren populariteitslijstjes, waarvan bij de meeste tevoren bepaald werd uit welke platen een keuze gemaakt kon worden.
Per donderdag 5 december 1985 nam de TROS de Nationale Hitparade over, de hitparade die de zender al sinds 1969 onder diverse namen heeft gebracht. Naderhand werd de naam nog tweemaal veranderd naar Nationale Hitparade Top 100 (1987) en Nationale Top 100 (1989). Van 16 maart 1987 tot 30 september 1991 werd de Toppop 20 door de AVRO op de maandagmiddag tussen 16:00 en 18:00 uur uitgezonden op Radio 3 en ook op televisie. Vanaf medio 1997 brachten de VARA en de TROS op vrijdagmiddag de Interactieve Cyber Top 50, waarbij luisteraars via postkaarten, per telefoon en later ook via internet op hun favoriete plaat konden stemmen. Vanaf januari 1998 werd dit programma door de TROS en BNN op de zondagmiddag uitgezonden. Edwin Diergaarde, Daniël Dekker en Corné Klijn hebben deze interactieve hitlijst gepresenteerd.
Bij de horizontalisering van de zender verdween per 18 december 1993 de Nederlandse Top 40 om meer eenheid in de zender te krijgen. De Nationale Top 100 werd op 7 februari 1993 hernoemd naar Top 50 en op 6 maart 1993 naar Mega Top 50. Vanaf 4 januari 1997 werd de lijst uitgebreid en heette vanaf toen de Mega Top 100. Vanaf januari 2003 werden alleen nog de bovenste 50 van de lijst uitgezonden en heette de lijst weer Mega Top 50.
Vanaf 1 mei 2004 werd op verzoek van de zender een nieuwe hitlijst samengesteld op basis van airplay op NPO Radio 1, NPO Radio 2, NPO 3FM, NPO Radio 5, NPO FunX, Kink FM, Radio 538, Radio Veronica, QMusic, Radio 10, 100 %NL, de muziek-tv-zender MTV en verkoop onder de naam 3FM Mega Top 50. De bestaande Mega Top 100 moest genoegen nemen met de naam B2B Top 100 ofwel Single Top 100.
Tegenwoordig bestaan (afgezien van enkele themalijsten) alleen nog de Mega Top 30 (per januari 2022 elke vrijdagmiddag, definitief gestopt per 2 september 2022) en de Freak 11.
Begin 2010 (van 23 tot 29 januari) is de Zeroes Top 1000 samengesteld door de luisteraars van 3FM. De lijst wordt uitgezonden tussen 9.00 uur 's ochtends en 22.00 uur. Alle reguliere programma's staan tussen deze tijd in het teken van het uitzenden van deze lijst.
De lijst wordt geleid door Coldplay met 22 notaties, waaronder de nummers 1 en 2; de nummer 1 is het nummer Viva la vida, gevolgd door Clocks. De hoogst genoteerde nationale artiest is de band Krezip genoteerd op nummer 3 met het nummer I Would Stay. Ook de 3FM Serious Request 2009 anthem It Gets Better van Ryan Shaw heeft met nummer 235 een hoge notatie, aangezien dit nummer pas in de laatste weken van 2009 is uitgebracht.
Sindsdien wordt jaarlijks de Zeroes Request Top 100 samengesteld en uitgezonden. In 2023 werd de lijst uitgebreid naar een Top 1003. Hieronder in de tabel staat weergeven welke hits op nummer 1 stonden in het betreffende jaar. 
| Jaar | Nummer 1 in de Zeroes Request Top 100 |
| ---- | ------------------------------------- |
| 2010 | Coldplay – Viva la vida               |
| 2011 | Kings of Leon – Sex on Fire           |
| 2012 | Kings of Leon – Sex on Fire           |
| 2013 | Foo Fighters – The Pretender          |
| 2014 | Coldplay – Fix You                    |
| 2015 | Foo Fighters – The Pretender          |
| 2021 | The Killers – Mr. Brightside          |
| 2022 | The Killers – Mr. Brightside          |
| 2023 | The Killers - Mr. Brightside          |

Ook wordt elk jaar gestemd voor de 3voor12 Song van het Jaar.
| Jaar | De 3voor12 Song van het Jaar                        |
| ---- | --------------------------------------------------- |
| 1985 | The Jesus and Mary Chain – Just Like Honey          |
| 1986 | Elvis Costello – I Want You                         |
| 1987 | R.E.M. – The One I Love                             |
| 1988 | Pixies – Gigantic                                   |
| 1989 | Pixies – Monkey Gone to Heaven                      |
| 1990 | Living Colour – Love Rears Its Ugly Head            |
| 1991 | Nirvana – Smells Like Teen Spirit                   |
| 1992 | Pearl Jam – Alive                                   |
| 1993 | The Smashing Pumpkins – Disarm                      |
| 1994 | dEUS – Suds & Soda                                  |
| 1995 | The Smashing Pumpkins – Bullet with Butterfly Wings |
| 1996 | Radiohead – Street Spirit (Fade Out)                |
| 1997 | Radiohead – Paranoid Android                        |
| 1998 | Osdorp Posse – 10 jaar O.P.                         |
| 1999 | Red Hot Chili Peppers – Scar Tissue                 |
| 2000 | Krezip – I Would Stay                               |
| 2001 | Johan – Tumble and Fall                             |
| 2002 | Queens of the Stone Age – No One Knows              |
| 2003 | The White Stripes – Seven Nation Army               |
| 2004 | Franz Ferdinand – Take Me Out                       |
| 2005 | Kaiser Chiefs – Oh My God                           |
| 2006 | The Raconteurs – Steady, As She Goes                |
| 2007 | Editors – Smokers Outside the Hospital Doors        |
| 2008 | Kings of Leon – Sex on Fire                         |
| 2009 | Kyteman – Sorry                                     |
| 2010 | Mumford & Sons – The Cave                           |
| 2011 | Gotye – Somebody That I Used to Know                |
| 2012 | Ben Howard – Keep Your Head Up                      |
| 2013 | Daft Punk – Get Lucky                               |
| 2014 | Dotan – Home                                        |
| 2015 | Tame Impala – Let It Happen                         |
| 2016 | De Staat – Make the Call, Leave It All              |
| 2017 | Arcade Fire – Everything Now                        |
| 2018 | Kensington - Slicer                                 |
| 2019 | MEROL - HOU JE BEK EN BEF ME                        |
| 2020 | The Weeknd - Blinding Lights                        |
| 2021 | Froukje - Ik wil dansen                             |
| 2022 | Froukje en S10 - Zonder gezicht                     |
| 2023 | Froukje - Als ik God was                            |

## Studio's
Bij de start van Hilversum 3 waren de presentatie en techniek nog gescheiden. De presentator/dj zat in een spreekcel, en de platen en jingles werden gestart door een technicus. Op 9 september 1971 werd in de RAI in Amsterdam bij de opening van de Firato de allereerste "self supporting" diskjockeytafel van Hilversum 3 in gebruik genomen. De uitzendingen van Hilversum 3 waren toen nog in mono. Herman Stok was de eerste die een uitzending verzorgde met de nieuwe monotafel. Op 3 september 1975 werd in het Muziekpaviljoen waar de studio's van Hilversum 3 waren gevestigd, tijdens het prime time-programma Joost mag niet eten officieel de Hilversum 3 stereo-tafel in gebruik genomen. Vanaf dat moment zond Hilversum 3 in FM-stereo uit.
In augustus 1976 stuntte Felix Meurders in een nachtprogramma door met hulp van radiotechnici de uitzendingen via de middengolf en FM te ontkoppelen: op de middengolf draaide Let's Stick Together van Canned Heat, op de FM-frequenties de coverversie Let's Stick Together van Bryan Ferry. Pas in 1978 besloot het Commissariaat voor de Media dat de NOS niet meer alle uitzendingen op middengolf én FM hoefde te doen.
Op woensdag 14 oktober 1987 werd door Frits Spits tijdens zijn programma De Avondspits het Radio 3 Centrum op het Media Park in Hilversum officieel geopend. Op vrijdag 6 augustus 1999 was DJ Corné Klijn met zijn programma Kort en Klijn de laatste die uitzond vanuit het oude Radio 3 Centrum. De zender verhuisde die dag naar een nieuwe studio, die werd gebouwd op dezelfde plek waar vanaf 3 september 1975 de eerste stereostudio was gevestigd die tot 13 oktober 1987 in gebruik was. Deze studio was een tussenfase waarin gebruik werd gemaakt van deels analoge apparatuur zoals bandrecorders en draaitafels en deels digitaal. Zo ging Radio 3FM definitief over op het automatiseringssysteem Dalet. Ook werd in deze studio aandacht gegeven aan live-optredens van bands. Vanwege ruimtegebrek moesten deze plaats vinden in dezelfde ruimte als waar de dj presenteert.
In de jaren na de eeuwwisseling zond Radio 3FM nog steeds uit vanaf het Audiocentrum waar ze de ruimte huurden van het Nederlands Omroepproduktie Bedrijf. Uit kostenbesparing, en vanwege de wens van de NPO om de studio's in eigen beheer te hebben, werd besloten om te verhuizen naar de andere kant van het Media Park. 3FM zond vanaf 19 januari 2004 uit vanaf de derde etage van de Peperbus op het Media Park. Deze nieuwe studio bevatte betere faciliteiten voor de dj's en er was meer ruimte voor live-acts (de "3FM-gang"). Het wekelijkse programma That's Live werd, ondanks de ruimte, gemaakt in de BNN-bar. Vanaf 29 december 2010 om 6.00 uur zond 3FM uit vanuit de eerste etage van de Peperbus. Barend van Deelen stopte de uitzending op de derde etage waarna Michiel Veenstra het stokje overnam op de eerste etage. Domien Verschuuren had een dag van tevoren tussen 9.00 en 12.00 uur al een uitzending gemaakt vanaf de eerste etage om de studio te testen. De nieuwe studio van 3FM heeft modernere apparatuur en een afgesloten ruimte waar artiesten kunnen optreden. Na de verhuizing diende de derde etage eerst als back-up voor alle publieke radiozenders, om op 13 december 2011 door het inmiddels opgeheven NPO Radio 6 in gebruik genomen te worden. Per 24 oktober 2019 zijn alle publieke radiozenders gehuisvest op één plek op het Media Park in Hilversum. NPO Radio 1, 2, 4 en 5 in het nieuwe NPO Radiohuis en NPO 3FM in de ernaast gelegen NPO Peperbus.

## Evenementen

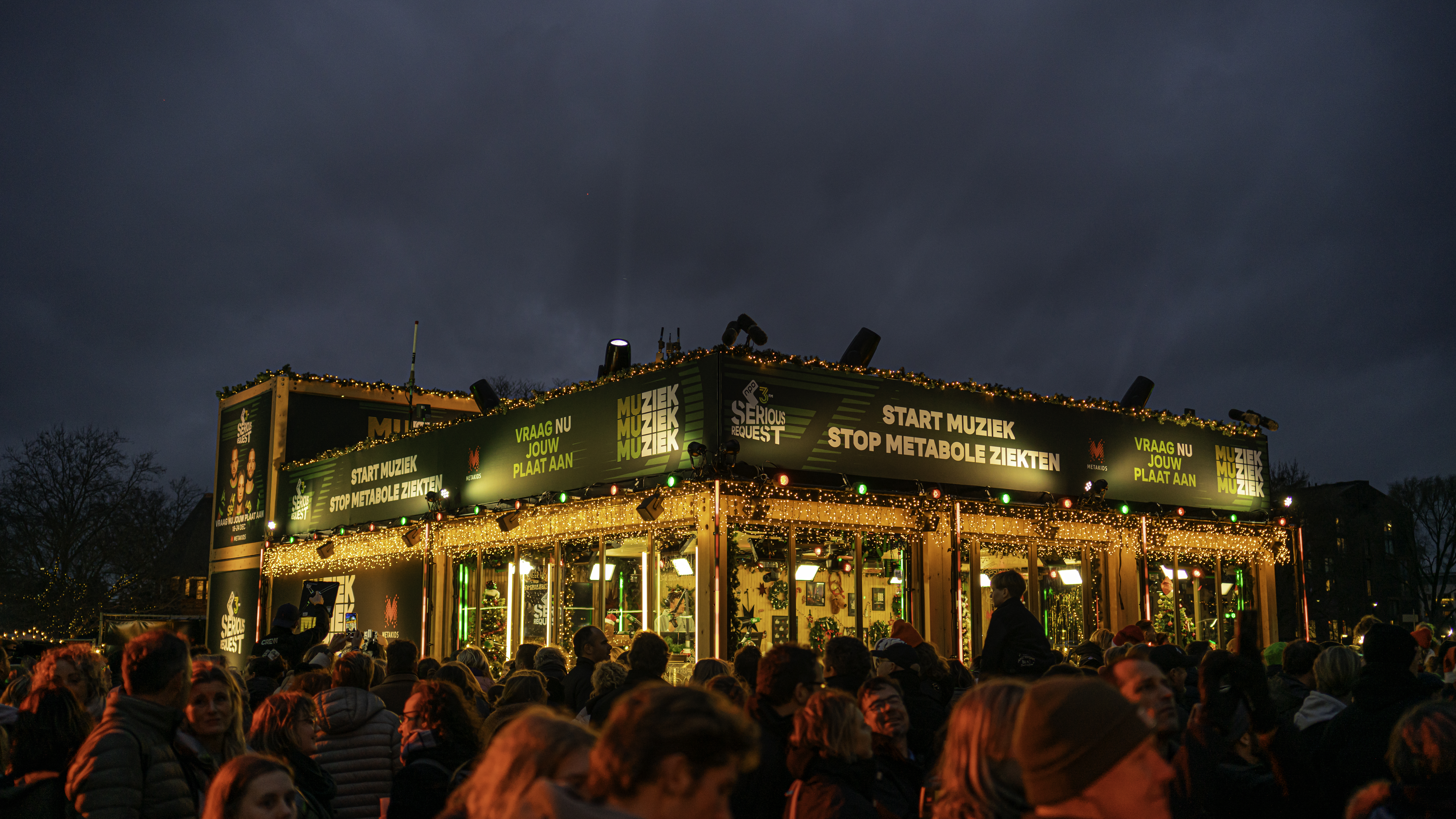
Het Glazen Huis was van 2004 tot en met 2017 de essentie van Serious Request. Sinds 2018 kent het evenement een nieuwe invulling zonder Glazen Huis. Sinds 2021 is het Glazen huis weer terug.

### 3FM Serious Request
3FM Serious Request is een liefdadigheidsactie waarbij geld wordt ingezameld voor projecten van het Wereld Natuur Fonds. Tot 2020 was Het Nederlandse Rode Kruis het goede doel. De actie wordt sinds 2004 gehouden, steeds in de week voor Kerstmis. Jarenlang had de actie de vorm van een glazen huis, waarin enkele dj's dagenlang werden opgesloten en al vastend verzoeknummers voor luisteraars draaien, in ruil voor een donatie. Vanaf 2018 is er een vernieuwde opzet, waarbij dj's te voet door het land trekken om verslag te doen van acties voor het goede doel. Deze vernieuwing werd in 2021 weer ongedaan gemaakt en sindsdien is het glazen huis weer terug.

### 3FM Awards
3FM reikt sinds 2005 elk jaar in april de 3FM Awards van de Nederlandse pop uit. Deze zijn voor Nederlandse artiesten. Wie de prijzen krijgen, wordt bepaald door de luisteraars. Een uitzondering hierop vormt de Schaal van Rigter. Deze prijs – vernoemd naar de in 2004 overleden presentator Wim Rigter – wordt uitgereikt aan de artiest wiens single het voorafgaande jaar het meest op de zender te horen is geweest.

### 3FM Exclusive
3FM Exclusive is een door 3FM georganiseerd exclusief optreden van een grote nationale of internationale artiest op een bijzondere locatie in Nederland. Luisteraars kunnen door middel van het 3FM Ticketalarm kaarten winnen voor een optreden. Ook vinden er op de social media kanalen van 3FM winacties plaats.
| Artiest             | Locatie                   | Datum            | Opmerking                       |
| ------------------- | ------------------------- | ---------------- | ------------------------------- |
| Editors             | Nationaal Militair Museum | 8 maart 2018     |                                 |
| Jett Rebel          | Posthoornkerk             | 1 november 2018  |                                 |
| Nothing But Thieves | NDSM Loods                | 16 november 2018 | Thema was ontbijtconcert        |
| De Staat            | Tent op een weiland       | 16 november 2018 | Locatie werd geheim gehouden    |
| Billie Eilish       | Metaal Kathedraal         | 23 februari 2019 |                                 |
| Mumford & Sons      | Theater Tuschinski        | 9 mei 2019       |                                 |
| Yungblud            | Slot Zeist                | 26 oktober 2019  |                                 |
| Kensington          | Hellendoorn               | 19 november 2019 | Optreden vond plaats in een kas |
| Måneskin            | Amsterdam                 | 19 oktober 2021  |                                 |
| Oscar and the Wolf  | Slot Zeist                | 23 oktober 2021  |                                 |
| Arctic Monkeys      | Studio Brussel            | 10 oktober 2022  |                                 |

Een geplande 3FM exclusive van Loyle Carner op 25 november 2019 ging niet door omdat de artiest ziek was. Ook in 2021 ging een geplande exclusive niet door. Girl In Red was ziek.